# Dia Europeu sem Carros
O Dia Europeu sem Carros é uma campanha nascida em França em 1998, sendo que em 2000 a União Europeia adoptou-a a nível europeu, e pretende ser um dia para a consciencialização das populações e decisores para as questões da mobilidade e qualidade de vida urbana, a celebrar anualmente no dia 22 de Setembro. Pelo sucesso da iniciativa a partir de 2002 é lançada a Semana Europeia da Mobilidade.